# Appropriazione culturale

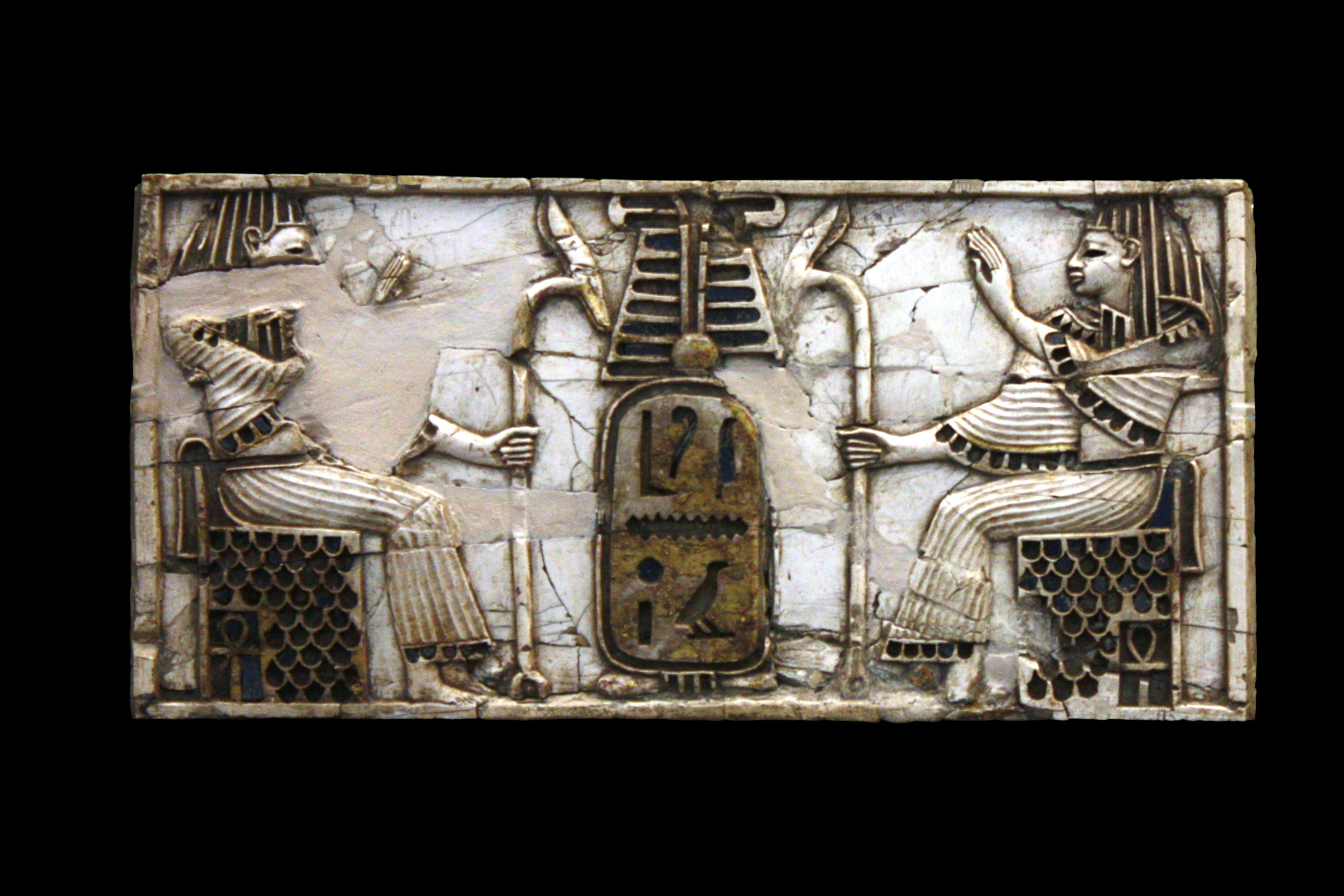
Oggetto fenicio che riprende motivi egizi a scopo decorativo. I geroglifici del cartiglio non hanno alcun significato. (VIII o IX secolo a.C., British Museum).

L'appropriazione culturale rappresenta l'adozione o l'utilizzazione in maniera inappropriata o inconsapevole di elementi propri di una cultura da parte dei membri di una cultura dominante, il che costituisce nella maggioranza dei casi un irrispettoso mezzo di oppressione e spoliazione, nonché una forma di colonialismo. L'identità della cultura minoritaria si troverebbe così privata della sua proprietà intellettuale, oppure danneggiata nella sua immagine ormai ridotta ad una semplice caricatura razzista.

## Visione generale

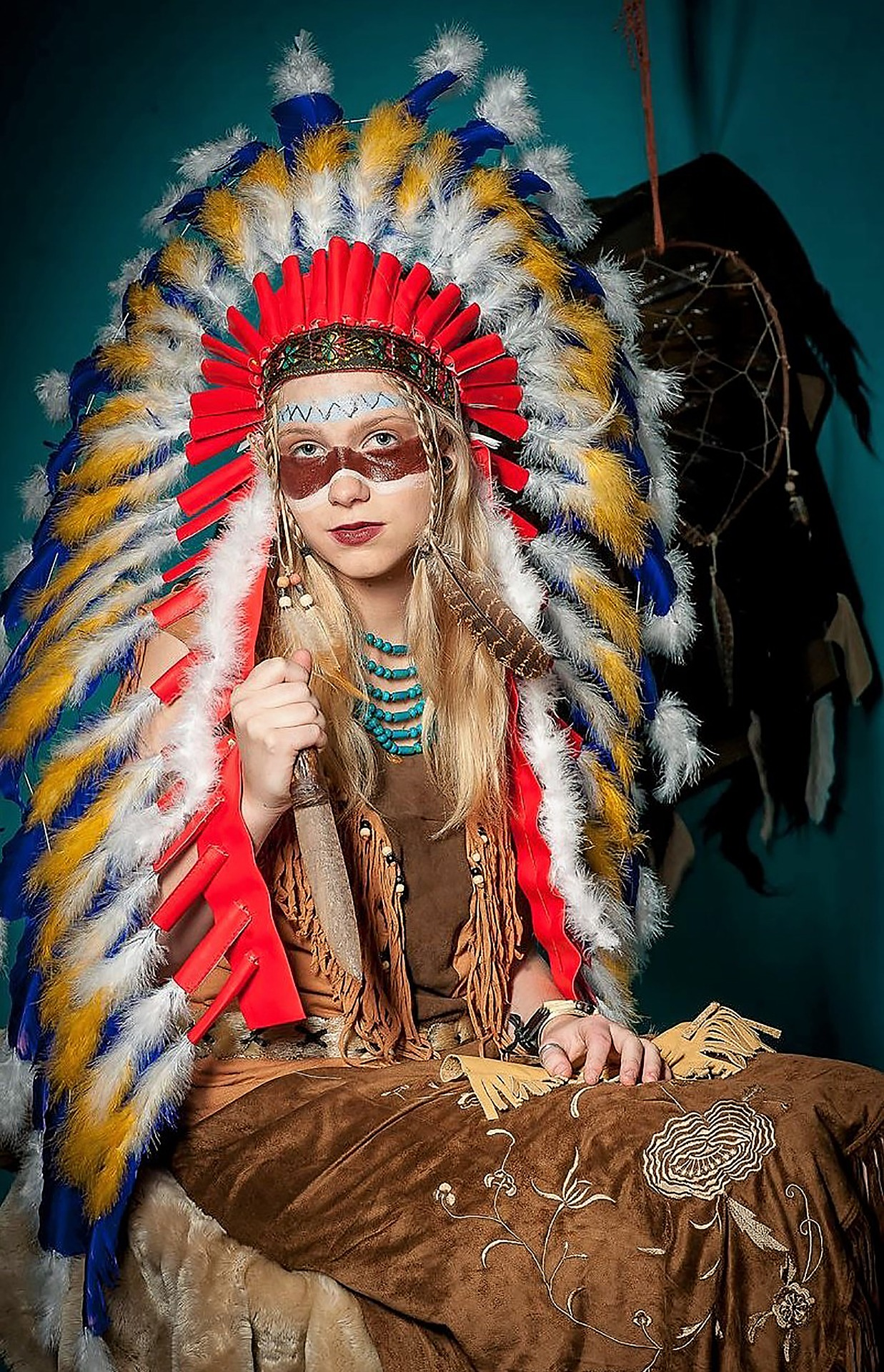
Fotografia di una modella che indossa attributi di vestiario nativi americani.

L'appropriazione culturale integra nella sua definizione l'appropriazione di elementi materiali e immateriali propri quali simboli, oggetti, idee e/o aspetti diversi di una o molteplici culture da parte di un terzo. L'antropologia studia i diversi processi di prestito culturale, ossia "l'appropriazione" e lo scambio culturale, come una tappa a pieno titolo dell'evoluzione culturale e del contatto tra le diverse culture.
Nella sua applicazione, il concetto di appropriazione culturale è soggetto a controversie. I fautori del concetto di appropriazione culturale ritengono che in un certo numero di circostanze, il prestito è insensibile, malintenzionato o ignorante quando la cultura che subisce il prestito è quella di una minoranza culturale, sottomessa o no a una cultura dominante su un piano economico, sociale, politico o militare. L'appropriazione culturale può anche fare eco ad altri tipi di lamentele quali la reminiscenza di conflitti storici a carattere razzista. Questa diffidenza nei confronti del prestito culturale si illustra generalmente nel contesto nordamericano e più ampiamente nel mondo occidentale anglofono. Si potranno prendere ad esempio i diversi casi detti di appropriazione della cultura afro-americana e della cultura dei Nativi americani da parte della cultura dominante ereditata dalla colonizzazione europea. La distinzione diventa più chiara tra lo scambio culturale che si costruisce su un "terreno comune" e l'appropriazione che implica il prestito fuori luogo, non autorizzato o indesiderabile di elementi della cultura di una minoranza detta oppressa; si parla anche di "saccheggio culturale".
Uno degli esempi più comuni di appropriazione culturale è il prestito dell'iconografia, dell'arte o dei simboli di una cultura senza reale profondità. Di conseguenza, il prestito diventa offensivo per membri della cultura in questione. È possibile osservare molteplici esempi nell'ambiente sportivo nordamericano: i loghi, le mascottes e i nomi di certe squadre sono tratti direttamente dalla cultura nativa americana. Su scala individuale, l'esplosione dell'industria del tatuaggio ha comportato molteplici tendenze nell'utilizzazione di elementi culturalmente carichi di significato: i simboli tribali polinesiani, l'arte celtica, i simboli cinesi o ancora l'iconografia cristiana. L'iconografia in questione è talvolta svuotata del suo significato culturale e appropriata per ragioni puramente estetiche.
Certi casi di scambi culturali possono comportare una comprensione distorta dell'apporto di una cultura da parte di elementi falsamente attribuiti o rivendicati. Per esempio, alcuni specialisti dell'Impero Ottomano e dell'Antico Egitto rifiutano certe tradizioni architettoniche a lungo considerate come persiane o arabe mentre erano di origine ottomana ed egiziana.

### Conservatorismo
Un'altra visione dell'appropriazione culturale si disegna intorno a una certa forma di conservatorismo il cui obiettivo iniziale è di opporsi a ogni forma di interazione, di scambio e di condivisione culturali presumibilmente per preservare la cultura in questione. L'associazione studentesca dell'Università di Ottawa ha in questo senso bandito la pratica dello yoga in seno alla sua organizzazione, argomentando che essa costituiva un attentato alla sacralità di questa disciplina.

### Interculturalità
Questo concetto entra direttamente in conflitto con la propensione delle culture a nutrirsi le une dalle altre, facendo di queste ultime materie cedevoli e malleabili nel tempo. Si parla allora di interculturalità. Per esempio, la saga americana di Guerre stellari si è ispirata a elementi de La fortezza nascosta di Akira Kurosawa, a sua volta ispirata a elementi dell'opera di Shakespeare.

## Accoglienza
Dalla fine degli anni 2000, questo fenomeno è stato oggetto di controversie tra chi vi vede una manifestazione del politicamente corretto che ostacolerebbe la libertà di espressione e di creazione, affermando che si tratti di censura, mentre altri perorano che si tratti di un meticciato delle culture piuttosto che un multiculturalismo. L'8 settembre 2016, la romanziera Lionel Shriver prende così pubblicamente posizione contro il concetto di appropriazione culturale durante un discorso che provoca la polemica tra i fautori del concetto.
Negli ultimi anni, il dibattito su questi temi è uscito dai confini ristretti del mondo accademico per approdare sui mezzi di comunicazione di massa e quindi tra il grande pubblico, assumendo sempre maggiore rilevanza soprattutto nell'ambito delle industrie creative. Il confronto tra fautori e oppositori del concetto di appropriazione culturale è quanto mai acceso, anche se è evidente la difficoltà di stabilire criteri o soluzioni di carattere generale. Anche alcune iniziative recentemente assunte dalle Nazioni Unite nell'ambito dell'Organizzazione mondiale per la proprietà intellettuale non sembrano finora aver sortito risultati: al di là delle disquisizioni teoriche, infatti, nella varietà dei casi che possono presentarsi concretamente, risulta sempre estremamente difficile decidere "dove tratteggiare la complessa linea di demarcazione tra influenza, ispirazione e plagio vero e proprio".